# Șostakove, Katerînopil
Șostakove (în ucraineană Шостакове) este o comună în raionul Katerînopil, regiunea Cerkasî, Ucraina, formată numai din satul de reședință.

## Demografie
Componența lingvistică a comunei Șostakove
     Ucraineană (98,19%)
     Rusă (1,81%)
Conform recensământului din 2001, majoritatea populației comunei Șostakove era vorbitoare de ucraineană (98,19%), existând în minoritate și vorbitori de rusă (1,81%).